# Bancocracia
Bancocracia (de banco e do grego antigo κράτος - kratos, "poder, força") é um termo controverso que se refere ao poder ou influência excessiva dos bancos na formulação de políticas públicas. Também pode designar uma forma de governo em que instituições financeiras governam a sociedade.

## Uso
Um dos primeiros usos do termo foi feito pelo deputado britânico William Fullarton (1754–1808), que num debate parlamentar em 10 de abril de 1797 caracterizou o monopólio do Banco da Inglaterra como sendo uma questão mais importante a resolver do que as tentativas de paz para pôr fim à guerra contra a França:
| “ | É a bancocracia que ameaça a destruição da ordem social […] que revolve e transtorna todas as questões relativas à guerra, negociações e paz. | ” |

O senador dos Estados Unidos Robert J. Walker (1801–1869), um ferrenho opositor do Banco dos Estados Unidos, fez um discurso no Senado em 21 de janeiro de 1840, onde alertou que a aceitação do papel-moeda como moeda legal "derrubaria a Constituição, subverteria as liberdades do país e os direitos do povo, e estabeleceria o reinado de uma bancocracia, mais sórdida, ruinosa e despótica do que a de qualquer monarca, por mais absoluto que fosse".
Pierre-Joseph Proudhon usou o termo na sua obra Les Confessions d'un révolutionnaire (1849), em referência à Monarquia de Julho:
| “ | O princípio do governo de julho, fundado pela e para a classe média, era, portanto, a propriedade, o capital. Sob uma forma monárquica, a essência desse governo era a bancocracia. | ” |

Mikhail Bakunin, um anarquista como Pierre-Joseph Proudhon, usou o termo na sua obra Estatismo e Anarquia ao falar sobre a reação do Estado alemão liderado por Otto von Bismarck. Ele usa o termo russo para Yid no escrito original, um termo depreciativo para a palavra "judeu", mostrando o seu antissemitismo historicamente conhecido.
| “ | Essa reação nada mais é do que a realização última da ideia antipopular do Estado moderno, cujo único objetivo é organizar a exploração mais intensa do trabalho do povo em benefício do capital concentrado num número muito pequeno de mãos. Ela significa o reinado triunfante dos judeus, de uma bancocracia sob a poderosa proteção de um regime fiscal, burocrático e policial que se apoia principalmente na força militar e é, portanto, essencialmente despótico, mas que se disfarça no jogo parlamentar de um pseudoconstitucionalismo. | ” |

O termo também foi usado por Karl Marx na sua obra O Capital (1867). Ele teoriza o nascimento da dívida nacional como catalisador da acumulação primitiva de capital:
| “ | A dívida pública torna-se uma das alavancas mais poderosas da acumulação primitiva. […] [A] dívida nacional deu origem às sociedades anónimas, às transações com títulos negociáveis de todos os tipos e ao agiotismo; em suma, ao jogo especulativo da bolsa de valores e à bancocracia moderna. | ” |

Na economia marxista, o termo está relacionado ao conceito de capitalismo financeiro.
Vários observadores políticos e jornalistas usaram o termo ao descrever ou comentar a crise financeira de 2007–2008.